# アスコリ・ピチェーノ県

アスコリ・ピチェーノ県
Provincia di Ascoli Piceno

アスコリ・ピチェーノ県（アスコリ・ピチェーノけん、イタリア語: Provincia di Ascoli Piceno）は、イタリア共和国マルケ州に属する県の一つ。県都はアスコリ・ピチェーノ。

## 地理

### 位置・広がり
マルケ州で最も南に位置する県である。県域は東西に長く、東はアドリア海に面し、南にアブルッツォ州、西にラツィオ州およびウンブリア州と接する。

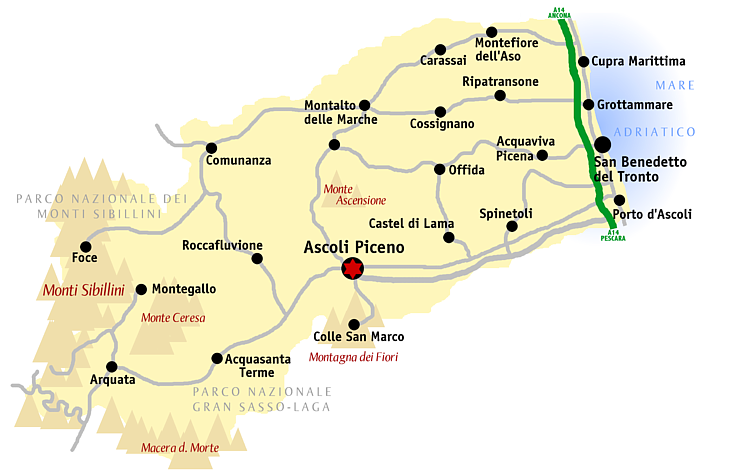
アスコリ・ピチェーノ県概略図

隣接する県は以下の通り。
- フェルモ県 - 北
- テーラモ県 （アブルッツォ州） - 南
- リエーティ県 （ラツィオ州） - 南西
- ペルージャ県 （ウンブリア州） - 西
- マチェラータ県 - 北西

### 地勢

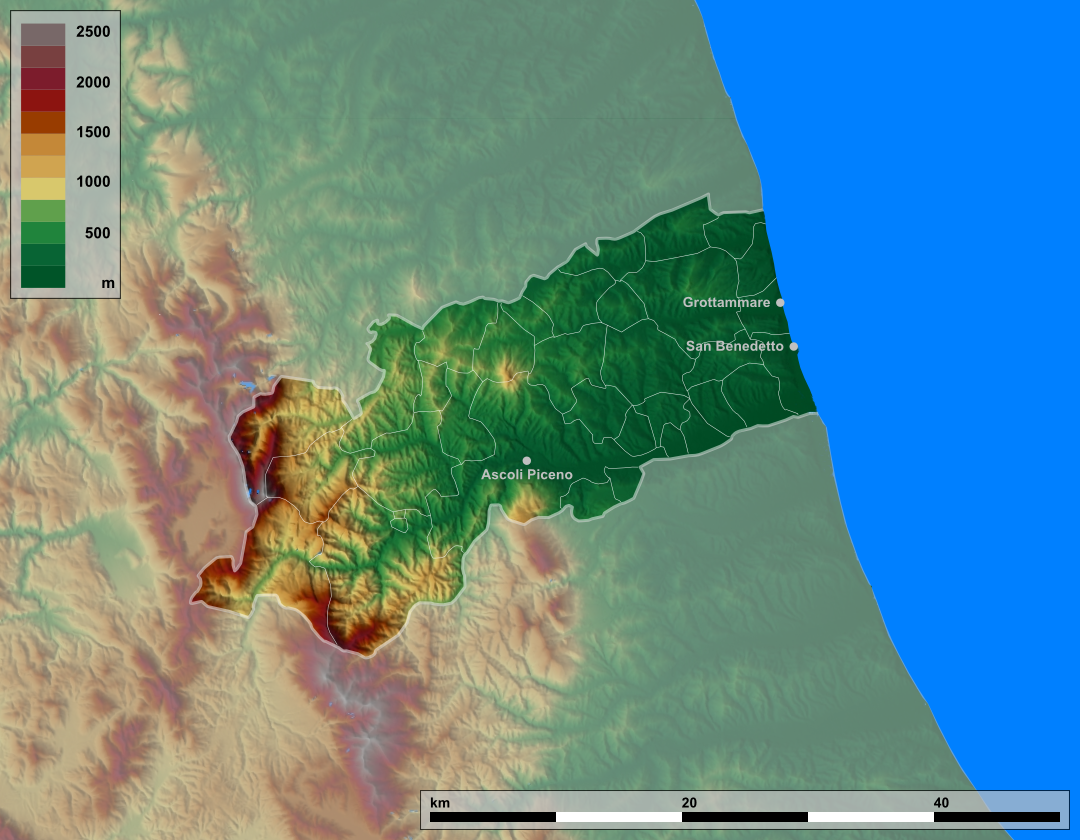
アスコリ・ピチェーノ県の地勢

東はアドリア海に面し、西にはイタリア半島を縦断するアペニン山脈が連なっている。アスコリ・ピチェーノ県域は、中央アペニン山脈に属するシビッリーニ山地と呼ばれる山塊で、県域最高峰はペルージャ県との境界にあるヴェットーレ山 (Monte Vettore, 2476 m) である。
県内の主要河川としてはトロント川があり、サン・ベネデット・デル・トロント付近でアドリア海に注ぐ。
- ヴェットーレ山
- アドリア海（サン・ベネデット・デル・トロント）

## 歴史
2009年に県の北部がフェルモ県として分離した。
2016年の地震では犠牲者の国葬が営まれた｡

## 行政区画

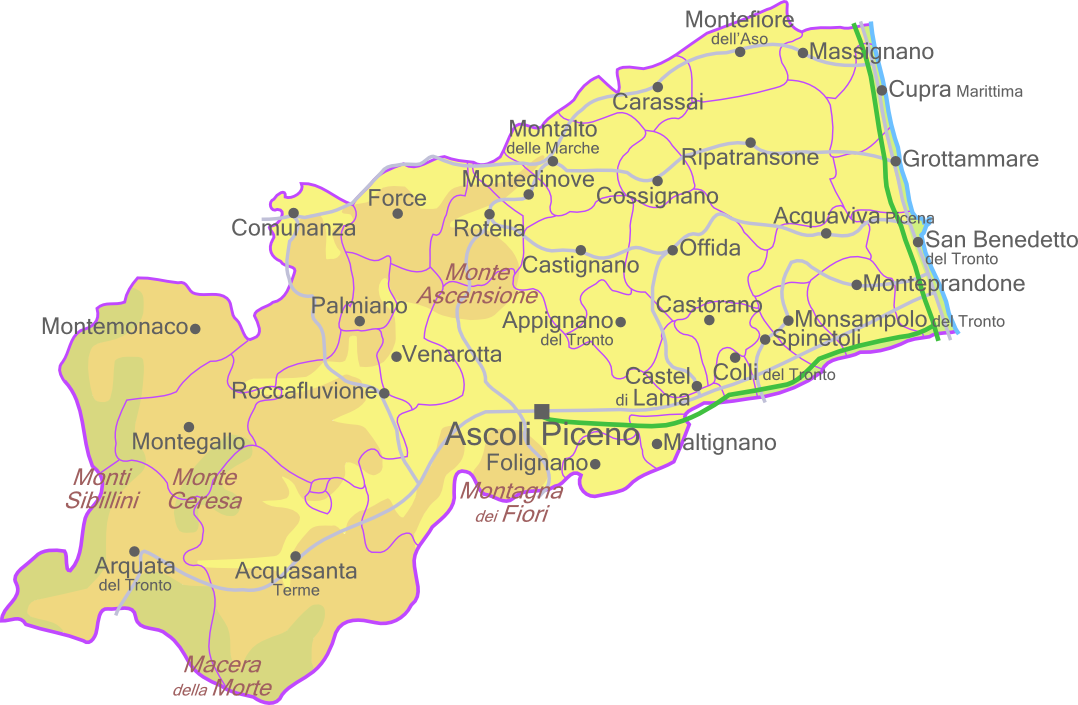
アスコリ・ピチェーノ県

アスコリ・ピチェーノ県には33のコムーネが属する。主要なコムーネ（人口5000人以上）は下表の通り。左端の数字はISTATコードを示す。人口は2023年1月1日現在。
| コード | 自治体名                         | 人口   |
| ------ | -------------------------------- | ------ |
| 044066 | サン・ベネデット・デル・トロント | 47,075 |
| 044007 | アスコリ・ピチェーノ             | 45,664 |
| 044023 | グロッタンマーレ                 | 15,868 |
| 044045 | モンテプランドーネ               | 12,931 |
| 044020 | フォリニャーノ                   | 8,761  |
| 044011 | カステル・ディ・ラーマ           | 8,419  |
| 044071 | スピネートリ                     | 7,223  |
| 044017 | クプラ・マリッティマ             | 5,448  |

## スポーツ

### サッカー
県内に本拠を置くプロサッカークラブとしては以下がある。所属リーグは2018-19シーズン現在。
- アスコリ・カルチョ1898 FC （アスコリ・ピチェーノ） - セリエB（2部リーグ）

## 交通

### 主要な道路
高速道路（アウトストラーダ）
- アウトストラーダ A14
〔ボローニャ - アンコーナ - チヴィタノーヴァ・マルケ〕 - サン・ベネデット・デル・トロント - 〔ペスカーラ - バーリ - ターラント〕

- RA11  (it:Raccordo autostradale 11) 
アスコリ・ピチェーノ - サン・ベネデット・デル・トロント

国道
- SS4  (it:Strada statale 4 Via Salaria) 
〔ローマ〕 - アスコリ・ピチェーノ - サン・ベネデット・デル・トロント

- SS16 (it:Strada statale 16 Adriatica) 
〔パドヴァ - アンコーナ - チヴィタノーヴァ・マルケ〕 - サン・ベネデット・デル・トロント - 〔ペスカーラ - バーリ - オトラント〕

### 主要な鉄道
おおむね北および西を優先し、通過点もしくはその近傍の地名を示す。〔　〕内は県外。
- アドリアティカ線 (it:Ferrovia Adriatica) 
〔アンコーナ - チヴィタノーヴァ・マルケ〕 - サン・ベネデット・デル・トロント - 〔ペスカーラ - テルモリ - バーリ - レッチェ〕

- アスコリ・ピチェーノ＝サン・ベネデット・デル・トロント線 (it:Ferrovia Ascoli Piceno-San Benedetto del Tronto) 
アスコリ・ピチェーノ - サン・ベネデット・デル・トロント

### 主要な港湾
- サン・ベネデット・デル・トロント港 (it:Porto di San Benedetto del Tronto)